# Přilehlá zóna

Přilehlá zóna

Přilehlá zóna (contiguous zone) v mořském právu označuje přímořským státem zpravidla jednostranně vyhlášené pásmo mořských vod, které přiléhá k pobřežnímu moři a není širší 24 námořních mil od základní linie, od níž se určuje šíře pobřežního moře. Přilehlá zóna je považována za volné moře a na rozdíl od pobřežního moře se na ni nevztahuje svrchovanost pobřežního státu; přísluší mu však právo vykonávat kontrolu cizích lodí směřující k zabránění porušování právních předpisů platných na jeho území a v pobřežním moři (například celních, přistěhovaleckých a podobně).